# Ана Сегура
Ана Сегура (ісп. Ana Segura; нар. 5 лютого 1969) — колишня іспанська тенісистка.
Найвищу одиночну позицію світового рейтингу — 185 місце досягла 19 серпня 1991, парну — 103 місце — 10 серпня 1992 року.
Найвищим досягненням на турнірах Великого шолома було 2 коло в парному розряді.

## Фінали Туру WTA

### Парний розряд (0–1)
| Результат | Дата          | Турнір                                                | Покриття | Партнерка      | Суперниці                        | Рахунок       |
| --------- | ------------- | ----------------------------------------------------- | -------- | -------------- | -------------------------------- | ------------- |
| Поразка   | 11 липня 1992 | Internazionali Femminili di Tennis di Palermo, Італія | Ґрунт    | Петра Лангрова | Галлі Керролл Марія Хосе Гайдано | 3–6, 6–4, 3–6 |

## Фінали ITF

### Одиночний розряд (2–4)
| Легенда                   |
| ------------------------- |
| $50,000 / турніри $60,000 |
| турніри $25,000           |
| $10,000 / турніри $15,000 |

| Результат | Ранг | Дата            | Турнір                          | Покриття | Суперниця        | Рахунок                |
| --------- | ---- | --------------- | ------------------------------- | -------- | ---------------- | ---------------------- |
| Перемога  | 1.   | 15 вересня 1986 | Мурсія, Іспанія                 | Ґрунт    | Кончита Мартінес | 7–5, 6–1               |
| Поразка   | 2.   | 7 березня 1988  | Кастельйон-де-ла-Плана, Іспанія | Ґрунт    | Кончита Мартінес | 1–6, 2–6               |
| Поразка   | 3.   | 25 вересня 1989 | Малий Лошинь, Югославія         | Ґрунт    | Горана Матич     | 4–6, 2–6               |
| Перемога  | 4.   | 28 травня 1990  | Лісабон, Португалія             | Ґрунт    | Ева Бес          | 6–4, 6–0               |
| Поразка   | 5.   | 15 квітня 1991  | Казерта, Італія                 | Ґрунт    | Емануела Зардо   | 7–6, 6–7, 1–6          |
| Поразка   | 6.   | 12 липня 1993   | Віго, Іспанія                   | Ґрунт    | Неус Авіла       | 6–7(7), 7–6(3), 6–7(5) |

### Парний розряд (8–7)
| Результат | Ранг | Дата             | Турнір                              | Покриття | Партнерка          | Суперниці                              | Рахунок          |
| --------- | ---- | ---------------- | ----------------------------------- | -------- | ------------------ | -------------------------------------- | ---------------- |
| Перемога  | 1.   | 4 травня 1987    | Борнмут, Велика Британія            | Тверде   | Роса Б'єльса       | Лоне Ванборґ Тітія Вілмінк             | 6–4, 7–5         |
| Поразка   | 2.   | 24 серпня 1987   | Порту, Португалія                   | Ґрунт    | Габі Кастро        | Ханет Соуто Ніноска Соуто              | 6–4, 2–6, 0–6    |
| Перемога  | 3.   | 31 серпня 1987   | Vilamoura, Португалія               | Ґрунт    | Габі Кастро        | Сандрін Жаке Андреа Мартінеллі         | 6–2, 6–1         |
| Поразка   | 4.   | 21 березня 1988  | Реймс, Франція                      | Ґрунт    | Габі Кастро        | Лусіана Телла Андреа Віейра            | 3–6, 7–5, 2–6    |
| Поразка   | 5.   | 4 квітня 1988    | Барі, Італія                        | Ґрунт    | Габі Кастро        | Міхаела Фріммерова Петра Лангрова      | 4–6, 5–7         |
| Поразка   | 6.   | 15 серпня 1988   | Кальтаджіроне, Італія               | Ґрунт    | Габі Кастро        | Ханет Соуто Тітія Вілмінк              | 4–6, 2–6         |
| Перемога  | 7.   | 11 вересня 1989  | Памплона, Іспанія                   | Тверде   | Клаудія Чабалгойті | Ева Бес Вірхінія Руано Паскуаль        | 6–3, 6–0         |
| Перемога  | 8.   | 12 березня 1990  | Мурсія, Іспанія                     | Ґрунт    | Ана-Белен Кінтана  | Роса Б'єльса Ханет Соуто               | 7–5, 7–5         |
| Перемога  | 9.   | 28 травня 1990   | Лісабон, Португалія                 | Ґрунт    | Ана-Белен Кінтана  | Інгелісе Дрігейс Джастін Годдер        | 6–0, 6–2         |
| Поразка   | 10.  | 4 червня 1990    | Лісабон, Португалія                 | Ґрунт    | Ана-Белен Кінтана  | Інгелісе Дрігейс Джастін Годдер        | 3–6, 3–6         |
| Перемога  | 11.  | 30 липня 1990    | Віго, Іспанія                       | Ґрунт    | Марія Хосе Льорка  | Ева Бес Вірхінія Руано Паскуаль        | 6–3, 6–4         |
| Перемога  | 12.  | 10 червня 1991   | Мондорф-ле-Бен (комуна), Люксембург | Ґрунт    | Радка Бобкова      | Дениса Крайчовичова Генріке Кадзідрога | 6–1, 6–4         |
| Перемога  | 13.  | 19 серпня 1991   | Сполето, Італія                     | Ґрунт    | Ханет Соуто        | Інгелісе Дрігейс Луїс Флемінг          | 3–6, 7–6(5), 6–4 |
| Поразка   | 14.  | 21 вересня 1992  | Ачиреале, Італія                    | Тверде   | Ханет Соуто        | Кіррілі Шарп Клер Вегінк               | 6–4, 1–6, 1–6    |
| Поразка   | 15.  | 1 листопада 1993 | Vilamoura, Португалія               | Тверде   | Гала Леон Гарсія   | Магдалена Фейстель Катажина Теодорович | 6–7, 2–6         |